# Мас-спектрометр
Мас-спектро́метр (англ. mass spectrometer; нім. Massenspektrometer n) — прилад, що розділяє заряджені частинки (звичайно йони) із різним відношенням маси частинки до її електричного заряду.
Принцип дії полягає у впливі електричного та магнітного полів на пучки йонів, що рухаються у вакуумі. Для реєстрації йонних струмів, як правило, використовуються підсилювачі постійного струму або фотопластинки.